# Avia B-534

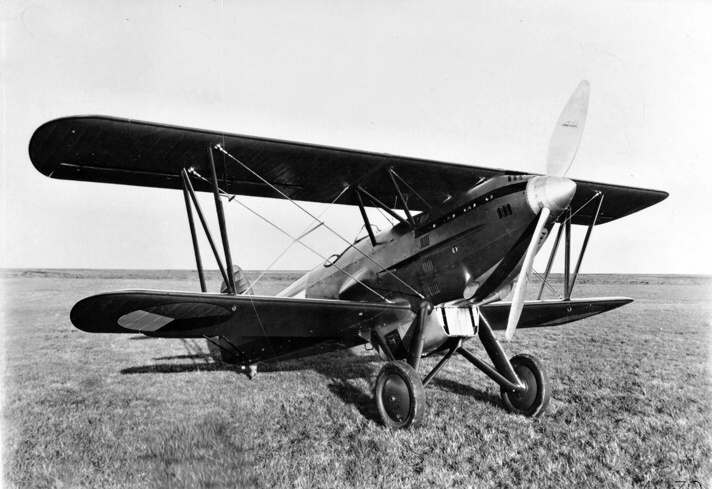
B.534 I serii

Avia B-534 – czechosłowacki samolot myśliwski, zaprojektowany i zbudowany w 1933 roku w wytwórni lotniczej Avia.

## Historia
Pierwowzorem samolotu Avia B-534, skonstruowanego przez inż. Františka Novotnego, był zbudowany w 1932 roku prototyp dwupłatowego samolotu myśliwskiego Avia B-234. Samolot B-234 był jednak nieudany, ze względu na zastosowanie słabego silnika gwiazdowego R-29. Ponieważ samolot ten nie spełniał wymagań, konstruktor przystosował prototyp do francuskiego silnika rzędowego Hispano-Suiza 12Ybrs o mocy 830 KM (611 kW). Powstał w ten sposób pierwszy prototyp nowego samolotu myśliwskiego, który oznaczono jako Avia B-534I. Oblatał go w sierpniu 1933 roku pilot fabryczny wytwórni Avia – Václav Koči. Podczas prób w locie samolot był łatwy w pilotażu, zwrotny, prawidłowo wykonywał figury wyższego pilotażu oraz łatwo wychodził z korkociągu i lotu nurkowego. Po zakończeniu prób 12 czerwca 1934 roku pierwszy prototyp uległ uszkodzeniu, w związku z tym wszystkie zmiany i udoskonalenia prowadzono na drugim prototypie Avia B-534II. Wyposażono go w zakrytą kabinę pilota, koła podwozia osłonięto owiewkami. W próbach osiągał on prędkość maksymalną około 360 km/h, charakteryzował się dobrym wznoszeniem oraz krótkim rozbiegiem i dobiegiem.
Po wykonaniu tych prób 7 lipca 1934 wytwórnia Avia otrzymała zamówienie na produkcję seryjną 147 samolotów oznaczonych jako Avia B-534. Później zamówienie to zwiększano, z uwagi na to że samolot ten stał się podstawowym samolotem myśliwskim lotnictwa Czechosłowacji.
Pierwszą serię produkcyjną uruchomiono w połowie 1935 roku, wyprodukowano 99 samolotów w oparciu o drugi prototyp. Samoloty miały odkrytą kabinę pilota, koła podwozia bez owiewek, a ich uzbrojenie składało się z 4 karabinów maszynowych – 2 umieszczonych z przodu na burtach kadłuba i 2 w dolnym płacie. W trakcie eksploatacji stwierdzono, że przy dużej prędkości lotu i nagłych przeciążeniach trwałej deformacji ulegała blacha krawędzi natarcia, co powodowało zmianę właściwości pilotażowych i prowadziło do częstych katastrof.
Po tych doświadczeniach, w drugiej serii 45 samolotów w wytwórni usunięto wadliwe pokrycie, karabiny przesunięto z dolnego płata na boki kadłuba i przykryto je oprofilowanymi osłonami.
Trzecia seria produkcyjna została wyprodukowana w drugiej połowie 1936 roku i liczyła 35 maszyn. Samoloty tej serii miały lepsze opracowanie aerodynamiczne, owiewki na kołach podwozia i nieco lepsze osiągi.
W czwartej serii zbudowano w latach 1936–1937 271 samolotów, które miały zakrytą kabinę pilota oraz metalowe śmigła.
Po zajęciu w 1939 roku Czechosłowacji przez Niemców zbudowano jeszcze 21 samolotów Avia B-534 oraz 66 samolotów w ulepszonej wersji oznaczonej jako Avia Bk-534. Wersja Bk-534 miała silniejsze uzbrojenie, składające się z 1 działka MG FF kal. 20 mm między cylindrami silnika i 2 karabinów maszynowych po bokach kadłuba. Dalszym rozwinięciem był ulepszony aerodynamicznie B-634, który pozostał prototypem.
Ogółem w latach 1934–1939 zbudowano łącznie 537 samolotów myśliwskich Avia B-534 i Avia Bk-534.

## Służba
Samolot myśliwski Avia B-534 od roku 1935 był systematycznie wprowadzany do lotnictwa czechosłowackiego i stał się podstawowym myśliwcem. W lotnictwie tym było 424 samoloty tego typu.
W sierpniu 1936 grecki przemysłowiec G. Koutarellis kupił 2 samoloty Avia B-534.2 i podarował je siłom powietrznym Grecji.
Samoloty Avia B-534 lotnictwa czechosłowackiego nie zostały użyte bojowo. Część tych samolotów zostało przejęte przez powstałe w 1939 roku państwo słowackie. W marcu 1939 roku lotnictwo słowackie użyło 50 samolotów tego typu w trakcie konfliktu granicznego z Węgrami. We wrześniu 1939 samoloty słowackie wzięły udział w agresji na Polskę, uzyskując jedno zestrzelenie 6 września samolotu obserwacyjnego Lublin R.XIIID z 56. Eskadry Towarzyszącej, wykonującego lot rozpoznawczy w okolicy Preszowa na Słowacji (dwuosobowa załoga zginęła). Jedna Avia została zestrzelona przez polską artylerię przeciwlotniczą (pilot trafił do niewoli), a inna rozbiła się w wypadku 9 września (pilot zginął). W latach 1941–1943 lotnictwo słowackie używało ich w walkach na Ukrainie przeciwko lotnictwu ZSRR.
Pod koniec sierpnia 1944 roku dwa samoloty B-534 i 1 samolot Bk-534 znalazły się w lotnictwie słowackiego powstania narodowego, gdzie wykonywały loty rozpoznawcze i zwalczały cele naziemne.
W nakręconym w 1940 roku niemieckim filmie propagandowym Kampfgeschwader Lützow o kampanii wrześniowej, samoloty Avia B-534 odtwarzały polskie samoloty myśliwskie, latając z polskimi znakami rozpoznawczymi.